# Sam Sarr (Diplomat)
Sam Sarr oder Samuel Jonathan Okikiola Sarr/Samuel Jonathan Okeke Sarr (MBE) (* 13. April 1921 in Bathurst; † 4. Juli 2006 in Dakar) war gambischer Diplomat und bis zu seinem Tod Gambischer Bürgerbeauftragter im westafrikanischen Staat Gambia.

## Leben
Sarr besuchte die Methodist Boys’ High School. Ab 1958 bis 1969 war er für den Gambia Oilseeds Marketing Board tätig. Von 1965 bis 1970 war er Bezirksverkaufsleiter für Gambia, Senegal, Sierra Leone, Liberia und Ghana. Ab 1967 bis 1971 hatte er die Position des Präsidenten der Gambia Tourist Association inne.
1971 wurde er vom Präsidenten Dawda Jawara als Botschafter in der Republik Senegal eingesetzt, die Akkreditierung bezog sich auch auf Guinea, Liberia, Sierra Leone, Mali, Mauretanien und Guinea-Bissau. 1974 wurde er als Hochkommissar in Nigeria versetzt, dort war er auch für Ghana, Kamerun, Gabun und Togo akkreditiert. Gleichzeitig war er Dean des Diplomatischen Corps. Hochkommissar im Vereinigten Königreich wurde Sarr 1983 in London, dort war er auch akkreditiert für Österreich, Dänemark, Norwegen, Schweden, der Schweiz und war auch Vertreter Gambias beim Heiligen Stuhl. Diese Funktion behielt er bis 1987.
Von 1981 bis 1983 war Sarr Vorsitzender der Westafrikanische Wirtschaftsgemeinschaft mit Sitz in Nigeria.
Im Mai 1999 wurde Sarr als erster Bürgerbeauftragter (englisch Ombudsman) von Präsident Yahya Jammeh ernannt. 2006 starb Sarr 88-jährig bei einer medizinischen Behandlung in der senegalesischen Hauptstadt Dakar.

## Auszeichnungen
- 19??: Member des Order of the British Empire (MBE)
- 2006: Order of the Republic of The Gambia Commander (CRG), Auszeichnung wurde posthum verliehen[4]